# Lijst van spelers van FC Twente (mannen)
Dit is een lijst van voetballers die minimaal één officiële wedstrijd hebben gespeeld in het eerste elftal van de Nederlandse betaaldvoetbalclub FC Twente.

## A
- Hans Aabech
- Issah Abass
- Martijn Abbenhues
- Giorgi Aboerdzjania
- Eddy Achterberg
- Guilherme Afonso
- Thomas Agyepong
- Karim El Ahmadi
- Ismaïl Aissati
- Aitor
- Ansar Ajoepov
- Nashat Akram
- Gerald Alders
- Mohammed Allach
- Joachim Andersen
- Hennie Ardesch
- Marko Arnautović
- Arno Arts
- Billy Ashcroft
- Oussama Assaidi
- Andreas Augustsson
- Hidde ter Avest
- Berthil ter Avest
- Zakaria El Azzouzi

## B
- Sergio Babb
- Emir Bajrami
- Kennedy Bakırcıoğlu
- Otman Bakkal
- Wim Balm
- Alexander Bannink
- Ulrich Bapoh
- Kåre Becker
- Filip Bednarek
- Dais ter Beek
- Johan Beekman
- Zvonko Bego
- Rasmus Bengtsson
- André van Benthem
- Mitchell van Bergen
- Emil Berggreen
- Steven Berghuis
- Gijs Besselink
- Peet Bijen
- Michael Birkedal
- Andreas Bjelland
- Evert Bleuming
- Sip Bloemberg
- Uwe Blotenberg
- Myron Boadu
- Dmitri Boelykin
- Richard de Boer
- Ronald de Boer
- Tom Boere
- Michel Boerebach
- Scott Booth
- Taylor Booth
- Mirco Born
- Torgeir Børven
- Jaap Bos
- Jesse Bosch
- Patrick Bosch
- Sander Boschker
- John Bosman
- Paul Bosvelt
- Elbekay Bouchiba
- Dedryck Boyata
- Edson Braafheid
- Wout Brama
- Faouzi El Brazi
- Joshua Brenet
- Tim Breukers
- Dennis Brilhuis
- Roel Brinks
- Jorn Brondeel
- Jan Bronkers
- Sjors Brugge
- Arnold Bruggink
- Harry Bruggink
- Max Bruns
- Ruud Bruns
- Isaac Buckley-Ricketts
- Ned Bulatović
- Enis Bunjaki
- Oriol Busquets
- Bart Buysse

## C
- Freddy ten Caat
- Theo ten Caat
- Jerson Cabral
- Ellery Cairo
- Miguel Calomarde
- Gerti Calot
- Willy Carbo
- David Carney
- Luc Castaignos
- Jurgen Cavens
- Bersant Celina
- Václav Černý
- Nacer Chadli
- Tjaronn Chery
- Kim Christensen
- Denilho Cleonise
- Jerry Cooke
- Tim Cornelisse
- Jesús Corona
- Cristián Cuevas
- Jason Čulina
- Simon Cziommer

## D
- Alessio Da Cruz
- Danilo
- Chris David
- Marc De Clerck
- Chris De Witte
- Romano Denneboom
- Halil Dervişoğlu
- Anouar Diba
- Dick van Dijk
- Michael Dikken
- Tjalling Dilling
- Björn van der Doelen
- Issy ten Donkelaar
- Luka Đorđević
- Douglas
- Joël Drommel
- Epi Drost
- Gert-Jan Duif
- Dario Đumić

## E
- Kyle Ebecilio
- Tyronne Ebuehi
- Chinedu Ede
- Jan Willem van Ede
- Shadrach Eghan
- Carel Eiting
- Eljero Elia
- Juul Ellerman
- Wilfried Elzinga
- Orlando Engelaar
- Frank Ensink
- Fred Eppink
- Javier Espinosa
- Luca Everink

## F
- Raymond Fafiani
- Leroy Fer
- Daniel Fernandes
- Rashaan Fernandes
- Marcel Fleer
- Fred Friday

## G
- Jan Gaasbeek
- Giorgi Gachokidze
- Thomas Geerdink
- Dylan George
- Anatoli Gerk
- Patrick Gerritsen
- André van Gerven
- Jan van Gestel
- Jack de Gier
- Henk Gieskes
- Nikola Gjorgjev
- Nelson Goncalves Da Costa
- Cristian González
- Coen Gortemaker
- Ninos Gouriye
- Ennio van der Gouw
- Ab Gritter
- Eric Groeleken
- Volkmar Groß
- Spira Grujić
- Felipe Gutiérrez
- Edwin Gyasi

## H
- Erik ten Hag
- Jan van Halst
- Mohamed Hamdaoui
- Mounir El Hamdaoui
- Ton Harleman
- Ruud ter Heide
- Youssouf Hersi
- Herman Heskamp
- Përparim Hetemaj
- Jeroen Heubach
- Gilbert van der Heuvel
- Jelle van der Heyden
- Edwin Hilgerink
- Frits Hilgerink
- Mees Hilgers
- Gordon Hill
- Nick Hoekstra
- Heinz Höher
- Danny Holla
- Tim Hölscher
- Nico-Jan Hoogma
- Jos Hooiveld
- Job Hoomans
- Alec Van Hoorenbeeck
- Henk Houwaart
- Thijs Houwing
- Pieter Huistra
- Dennis Hulshoff
- Benno Huve
- Stein Huysegems

## I
- Kees van Ierssel
- Luka Ilić

## J
- Marc Janko
- Bert-Jan Janssen
- Theo Janssen
- Willem Janssen
- Fredrik Jensen
- Richard Jensen
- Alexander Jeremejeff
- Jan Jeuring
- Arco Jochemsen
- Collins John
- Joshua John
- Ola John
- Martin Jol
- Luuk de Jong

## K
- Gerard Kaak
- Marco Kamerling
- Achmed Kandhai
- André Karnebeek
- Giorgos Katsikas
- István Kenderesi
- René van de Kerkhof
- Willy van de Kerkhof
- Piet Keur
- Aad Kila
- Mathias Kjølø
- Gerrit Klein Poelhuis
- Marcel Kleizen
- Mateusz Klich
- Arno Knapen
- Spitz Kohn
- Roland Kollmann
- Hans de Koning
- Ruud Kool
- Martin Koopman
- Dico Koppers
- Paul Krabbe
- Peter Krikhaar
- Kingsley Kuali
- Nicky Kuiper
- Bas Kuipers
- Kasper Kusk
- Harrie Kuster
- Marko Kvasina

## L
- Arjan van der Laan
- Darryl Lachman
- Gustaf Lagerbielke
- Thomas Lam
- Sam Lammers
- Lazaros Lamprou
- Denny Landzaat
- Noa Lang
- Jeffrey de Lange
- Joel Latibeaudiere
- Alexander Laukart
- Tommie van der Leegte
- Thijs van Leeuwen
- Jeroen van der Lely
- Thilo Leugers
- Erwin Leurink
- Paul Leyenaar
- Michael Liendl
- Dimitris Limnios
- Søren Lindsted
- Mika Lipponen
- Hans Loovens
- Konstantinos Loumpoutis
- Sayfallah Ltaief

## M
- Adam Maher
- Daniel Majstorović
- Michaël Maria
- Jahnoah Markelo
- Nathan Markelo
- Nick Marsman
- Cuco Martina
- José Matos
- Rob McKinnon
- Tony McNulty
- Paul van der Meeren
- Henry Meijerman
- Queensy Menig
- Marcel Mentink
- Peter Mentink
- Andy van der Meijde
- Juliën Mesbahi
- Nikolaj Michajlov
- Zoran Mišić
- Virgil Misidjan
- Ryo Miyaichi
- Youness Mokhtar
- Kamohelo Mokotjo
- Michael Mols
- Egbert ter Mors
- Mitar Mrkela
- Ibad Muhamadu
- Arnold Mühren
- Youri Mulder
- Husref Musemić

## N
- Nacho
- Antal Nagy
- Keito Nakamura
- Luciano Narsingh
- John Neijenhuis
- Gyula Nemes
- Claus Nielsen
- Peter Niemeyer
- Daniël Nijhof
- René Nijhuis
- Blaise Nkufo
- René Notten
- Arthur Numan

## O
- Michael Olaitan
- Gerbie Olde Scheper
- Oguchi Onyewu
- Ron van Oosterom
- Jari Oosterwijk
- Jayden Oosterwolde
- Kalle Oranen
- Heini Otto
- Niels Oude Kamphuis
- Rahim Ouédraogo
- Bilal Ould-Chikh
- Niels Overweg

## P
- Cees Paauwe
- Boudewijn Pahlplatz
- Theo Pahlplatz
- Bernard Parker
- Eddie Pasveer
- Remko Pasveer
- André Paus
- Marcel Peeper
- Frédéric Peiremans
- Joey Pelupessy
- Kenneth Pérez
- Joeri Petrov
- Kik Pierie
- Mitchell Piqué
- Ferry Pirard
- Johan Plageman
- Rini Plasmans
- Timo Plattel
- Rik Platvoet
- Julio Pleguezuelo
- Glynor Plet
- Rob Poell
- Sjaak Polak
- Prince Polley
- Maurice Postma
- Patrick Pothuizen
- Jan Pouls
- Quincy Promes
- Robin Pröpper

## R
- Jan van Rabenswaay
- Mikko Rahkamaa
- Slobodan Rajković
- Rafael Ramos
- Adil Ramzi
- Youri Regeer
- Andrej Rendla
- Ricardinho
- Marco Roelofsen
- Godfried Roemeratoe
- Ferdi Rohde
- Bart van Rooij
- Loyd Rooks
- René Roord
- Hans Roordink
- Roberto Rosales
- Nils Röseler
- Eric van Rossum
- Daan Rots
- Mats Rots
- Jelle ten Rouwelaar
- Bryan Ruiz
- Nikita Rukavytsya
- Fred Rutten

## S
- Michal Sadílek
- Anass Salah-Eddine
- Paja Samardžić
- Alfons Sampsted
- Manuel Sánchez Torres
- Henk van Santen
- Andy Scharmin
- Xandro Schenk
- Paul Scheurink
- John Scheve
- Robbert Schilder
- Michael Schimpelsberger
- Robin Schmidt
- Vincent Schmidt
- Dick Schoenaker
- Alfred Schreuder
- Karawine Schrijver
- Piet Schrijvers
- Resit Schuurman
- Dieter Schwemmle
- Lindon Selahi
- Haci Sen
- Dylan Seys
- Gerald Sibon
- Bas Sibum
- Dmitri Sjoekov
- Luciano Slagveer
- Gijs Smal
- Roel Smand
- Dick Smink
- Matthew Smith
- Theo Snelders
- Jörg Sobiech
- Jan Sørensen
- Ronnie Stam
- Flip Stapper
- Casper Staring
- Adri van Staveren
- Per Steffensen
- Sem Steijn
- Rico Steinmann
- Sonny Stevens
- Miroslav Stoch
- Mitch Stockentree
- Jan Streuer
- Bert Strijdveen
- Antti Sumiala
- Aldo Swager
- Sander Sybrandy

## T
- Dušan Tadić
- Younes Taha
- Dario Tanda
- Renato Tapia
- Frank Tempelman
- Stefan Thesker
- Frans Thijssen
- Hallvar Thoresen
- Dwight Tiendalli
- Adnane Tighadouini
- Cheick Tioté
- Sharbel Touma
- Karim Touzani
- Dejan Trajkovski
- Ryan Trotman
- Giovanni Troupée
- Orlando Trustfull
- Przemysław Tytoń
- Christos Tzolis

## U
- Manfred Ugalde
- Enes Ünal
- Lars Unnerstall
- Naci Ünüvar
- Bruno Uvini

## V
- Kick van der Vall
- Kurt Van De Paar
- Tim Velten
- Jan Vennegoor of Hesselink
- Lucas Vennegoor of Hesselink
- Calvin Verdonk
- Paul Verhaegh
- Wesley Verhoek
- Jan Verlinden
- Arno Verschueren
- Arnar Viðarsson
- Jeffrey de Visscher
- Michel Vlap
- Theo Vogelsang
- Joost Volmer
- Ruud Vondeling
- Martien Vreijsen
- Pascal de Vries
- Willem de Vries
- Haris Vučkić
- Dario Vujičević
- Edwin Vurens

## W
- Kees Warringa
- Ben Weber
- Gino Weber
- Chris van der Weerden
- Niels Wellenberg
- Wellington
- Sander Westerveld
- Mats Wieffer
- Rob Wielaert
- Marc Wijnreder
- Joop Wildbret
- Piet Wildschut
- Luke Wilkshire
- Ron Willems
- Ulrich Wilson
- Peter Wisgerhof
- Ricky van Wolfswinkel

## Y
- Yaw Yeboah

## Z
- Oskar Zawada
- Rafik Zekhnini
- Gabor Zele
- Ramiz Zerrouki
- Sergio Zijler
- Hakim Ziyech
- Ramon Zomer
- Romeo Zondervan
- Felitciano Zschusschen
- Johan Zuidema
- Clemens Zwijnenberg